# Philippeville
Pour les articles homonymes, voir Philippeville (homonymie).
 (mars 2017).
Améliorez-le ou discutez des points à vérifier. 
Philippeville (en wallon Flipveye) est une ville francophone de Belgique située en Wallonie, dans la province de Namur.

## Toponymie
Peu après la Révolution française de 1789, la ville prit pour un court moment, le nom de Vedette Républicaine.

## Géographie

### Sections
| #  | Nom               | Superficie. (km²) | Habitants (2020) | Habitants par km² | Code INS |
| -- | ----------------- | ----------------- | ---------------- | ----------------- | -------- |
| 1  | Philippeville     | 11,20             | 2.677            | 239               | 93056A   |
| 2  | Vodecée           | 6,72              | 161              | 24                | 93056B   |
| 3  | Villers-le-Gambon | 11,99             | 656              | 55                | 93056C   |
| 4  | Franchimont       | 7,57              | 375              | 50                | 93056D   |
| 5  | Surice            | 12,71             | 474              | 37                | 93056E   |
| 6  | Omezée            | 4,00              | 68               | 17                | 93056F   |
| 7  | Romedenne         | 14,19             | 609              | 43                | 93056G   |
| 8  | Merlemont         | 8,69              | 330              | 38                | 93056H   |
| 9  | Sart-en-Fagne     | 3,73              | 246              | 66                | 93056J   |
| 10 | Villers-en-Fagne  | 6,58              | 222              | 34                | 93056K   |
| 11 | Fagnolle          | 12,48             | 193              | 15                | 93056L   |
| 12 | Roly              | 18,04             | 774              | 43                | 93056M   |
| 13 | Sautour           | 8,19              | 444              | 54                | 93056N   |
| 14 | Samart            | 4,96              | 140              | 28                | 93056P   |
| 15 | Neuville          | 14,07             | 1.337            | 95                | 93056R   |
| 16 | Jamiolle          | 4,56              | 185              | 41                | 93056S   |
| 17 | Jamagne           | 7,68              | 309              | 40                | 93056T   |

### Communes limitrophes
| Walcourt    | Walcourt - Florennes |         |
| Cerfontaine | Philippeville        | Doische |
|             | Couvin - Viroinval   |         |

## Démographie

### Démographie: Avant la fusion des communes
- Source: DGS recensements population

### Démographie: Commune fusionnée
En tenant compte des anciennes communes entraînées dans la fusion de communes de 1977, on peut dresser l'évolution suivante :
Les chiffres des années 1831 à 1970 tiennent compte des chiffres des anciennes communes fusionnées.
- Source: DGS , de 1831 à 1981=recensements population; à partir de 1990 = nombre d'habitants chaque 1 janvier[2]

## Histoire

### Une ville nouvelle créée à des fins défensives

#### Contexte politique
La création de la ville fortifiée s'inscrit au cours des XVe et XVIe siècles dans une période d'affrontement entre le royaume de France et les ducs de Bourgogne qui se prolonge lorsque les territoires bourguignons passent à la maison de Habsbourg à la fin du XVe siècle à la suite du mariage de Marie de Bourgogne, fille de Charles le Téméraire, duc de Bourgogne avec Maximilien Ier de la maison de Habsbourg. La ville fut baptisée du nom de Philippe, fils de Charles Quint et futur roi Philippe II. À cette même époque, la guerre de Succession de Bourgogne à la fin du XVe siècle a entrainé la perte de la Picardie pour les Pays-Bas bourguignons avec un déplacement de la frontière vers le nord à la frontière avec l'Artois resté bourguignon.
Mais c'est surtout l'invention puis la démocratisation de l'artillerie au XVe siècle ayant rendu caduques les fortifications médiévales qui va pousser ces deux puissances au cours du XVIe siècle à réaliser de nombreuses fortifications le long de leur frontière commune.

#### La perte de Mariembourg
Philippeville, située au centre géographique de l’Entre-Sambre-et-Meuse, est une ville créée de toutes pièces en 1555 par décision de Charles-Quint, inquiet de voir la nouvelle ville fortifiée de Mariembourg aux mains des Français depuis un an. L'empereur laisse carte blanche au prince d'Orange à la seule condition qu'il fallait "que ce fort ne fût moindre que Mariebourg, puisqu'il se foisoit pour tenir à l'encontre."
Quelques années auparavant, afin de surveiller les routes d’invasion et notamment la trouée de l’Oise, cette même Marie de Hongrie avait fait bâtir une place forte — qui portera son nom : Mariembourg — à 11 km au sud. Le 26 juin 1554, huit ans à peine après son érection, la ville est prise par les troupes d’Henri II, roi de France, et sitôt rebaptisée Henribourg. Ayant les mains libres, le roi de France organise une campagne de dévastations dans la région et au-delà.
Il s’agit dès lors, pour les Habsbourg, de contrer les incursions françaises par la construction de deux nouvelles forteresses : le fort de Charlemont, près de Givet, sur la Meuse, et Philippeville qui porte le nom du fils aîné de l’Empereur. Guillaume de Nassau — le futur Guillaume le Taciturne, père de la nation des Pays-Bas indépendants —, alors jeune général de 22 ans, en choisit l’emplacement, tandis que l’ingénieur Sébastien van Noyen en trace la forme en pentagone. Une inscription sur un pilier de l’église rappelle que c’est le 1er octobre 1555 que furent « jetés » ou terminés les plans de la ville… Quatre mois plus tard, le colonel Lazare de Schwendi, 1er gouverneur de la ville, en prend possession avec ses troupes allemandes.
Lors de la révolte des États-Généraux contre le pouvoir espagnol, Philippeville prend le parti des insurgés ; aussi, don Juan d’Autriche, gouverneur des Pays-Bas, fait le siège de la ville qui se rend le 21 mai 1578. Un an plus tard, ce sont des régiments wallons qui remplacent les troupes espagnoles de la garnison.
Sous le règne des archiducs (Albert d'Autriche et Isabelle, son épouse), les fortifications s’achèvent, l’église est élevée au rang de paroisse (1616) et des coutumes sont homologuées (1620).

### Période française (1660-1815)
En 1659, à la suite du traité des Pyrénées entre la France et l’Espagne, la ville passe sous domination française. Philippeville, comme Mariembourg, sont des enclaves françaises en territoire des Pays-Bas espagnols.
C’est Jean Talon, futur intendant du Canada français, qui en reçoit les clés le 4 mai 1660. Dès 1668, Vauban est chargé par Louis XIV[Interprétation personnelle ?] de faire de la ville « une ville de guerre respectable et capable d’empêcher l’ennemi de pénétrer dans cette partie de la France ».
Le 15 août 1680[réf. souhaitée], accompagné de la reine, du dauphin et de la dauphine, Louis XIV[réf. souhaitée] fait son entrée dans la ville où il passe un jour et une nuit.
En 1790, la ville est versée dans le département des Ardennes, elle porte quelques mois à partir de pluviôse an II (février 1794) le nom révolutionnaire de Vedette républicaine et ses rues sont renommées : Surveillance, La Montagne, Sans Culottes, Réunion, Marat…
Au lendemain de Waterloo, Napoléon fait une halte de quelques heures dans la ville.
Le 21 juin 1815, la 8e brigade prussienne assiège la ville qui ne se rend que le 8 août ; deux jours plus tard, la garnison défile par la porte de France et dépose les armes sur le glacis tandis que 150 hommes peuvent se retirer, en emportant deux canons.

### Du royaume uni des Pays-Bas au royaume de Belgique
Intégrée au royaume uni des Pays-Bas conformément au traité de Paris du 20 novembre 1815, la ville est occupée dès le 24 décembre 1815 par une garnison hollandaise ; la place est restaurée dans un premier temps avant la destruction en 1820 de quelques ouvrages de défense.
Le 30 septembre 1830, dans le cadre de la révolution belge, la population désarme la garnison hollandaise.
Le chemin de fer fait son apparition à Philippeville en 1854. Une courte ligne en impasse reliant Florennes à Philippeville est inaugurée le 24 novembre 1854 par la Société du chemin de fer de l'Entre-Sambre-et-Meuse. La première gare de Philippeville est réalisée extra-muros à bonne distance de la ville, dans une plaine qui est encore aujourd'hui constituée de terrais agricoles.
De 1853 à 1856 est menée à bonne fin la démolition des ouvrages de fortification. Il n'en subsiste que les souterrains et un magasin à poudre devenu chapelle Notre-Dame-des Remparts.

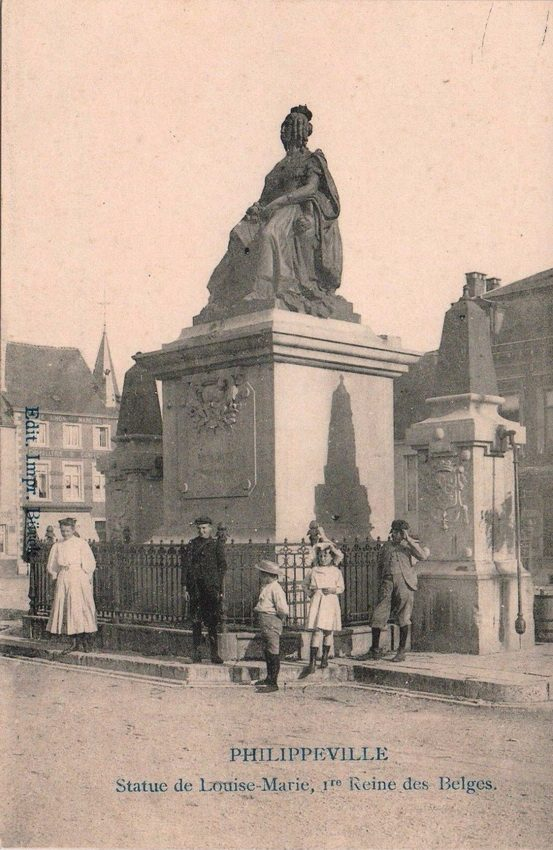
Statue de la reine Louise-Marie vers 1900.

Les Chemins de fer de l'État belge, qui ont succédé en 1897 aux compagnies privées exploitant la ligne, acceptèrent de construire une seconde gare plus proche de Philippeville en construisant un tunnel et une tranchée à travers la colline. La nouvelle gare est inaugurée le 20 octobre 1908 en même temps que le reste de la ligne, qui continuait ensuite vers Senzeilles et se connectait à la ligne principale de Charleroi à Vireux. Il est désormais possible d'atteindre Walcourt et Charleroi sans passer par Florennes. Autour de la nouvelle gare, qui reste relativement excentrée, un quartier commence à se développer. Le bâtiment de la gare de 1854 existe toujours, reconverti en habitation.

### Première Guerre mondiale
Dès le 15 août 1914, l’ambulance no 9 du Xe Corps d’Armée français s’installe au pensionnat des Sœurs de Notre-Dame. Le 24, elle reçoit l’ordre de se replier en laissant sur place les grands blessés sous la garde d’un médecin et de deux infirmiers. Le jour suivant, les Allemands pénètrent en ville et font prisonniers soignants et blessés français ; le dernier blessé quittera les lieux en janvier 1915.
On ne compte aucune victime en ville mais uniquement un pillage de fond en comble.
En 1917, deux enfants du bourgmestre, Anne et Paul Gérard, sont envoyés en Allemagne, avec plusieurs moines de Maredsous, après un court procès à Namur pour avoir ravitaillé au début de l’invasion des soldats alliés cachés dans les bois.

### Seconde Guerre mondiale
Dès la déclaration de guerre, des bombardements sérieux dévastent des dizaines de maisons au centre de la ville. Comme en 1914, le pensionnat des sœurs de Notre-Dame sert de refuge pour des centaines de réfugiés et plusieurs dizaines de blessés, dont un certain nombre décédera. En outre jusqu’en mars 1941, plus de 4 000 soldats, sous-officiers et officiers allemands ont logé dans leurs bâtiments.

### Période récente

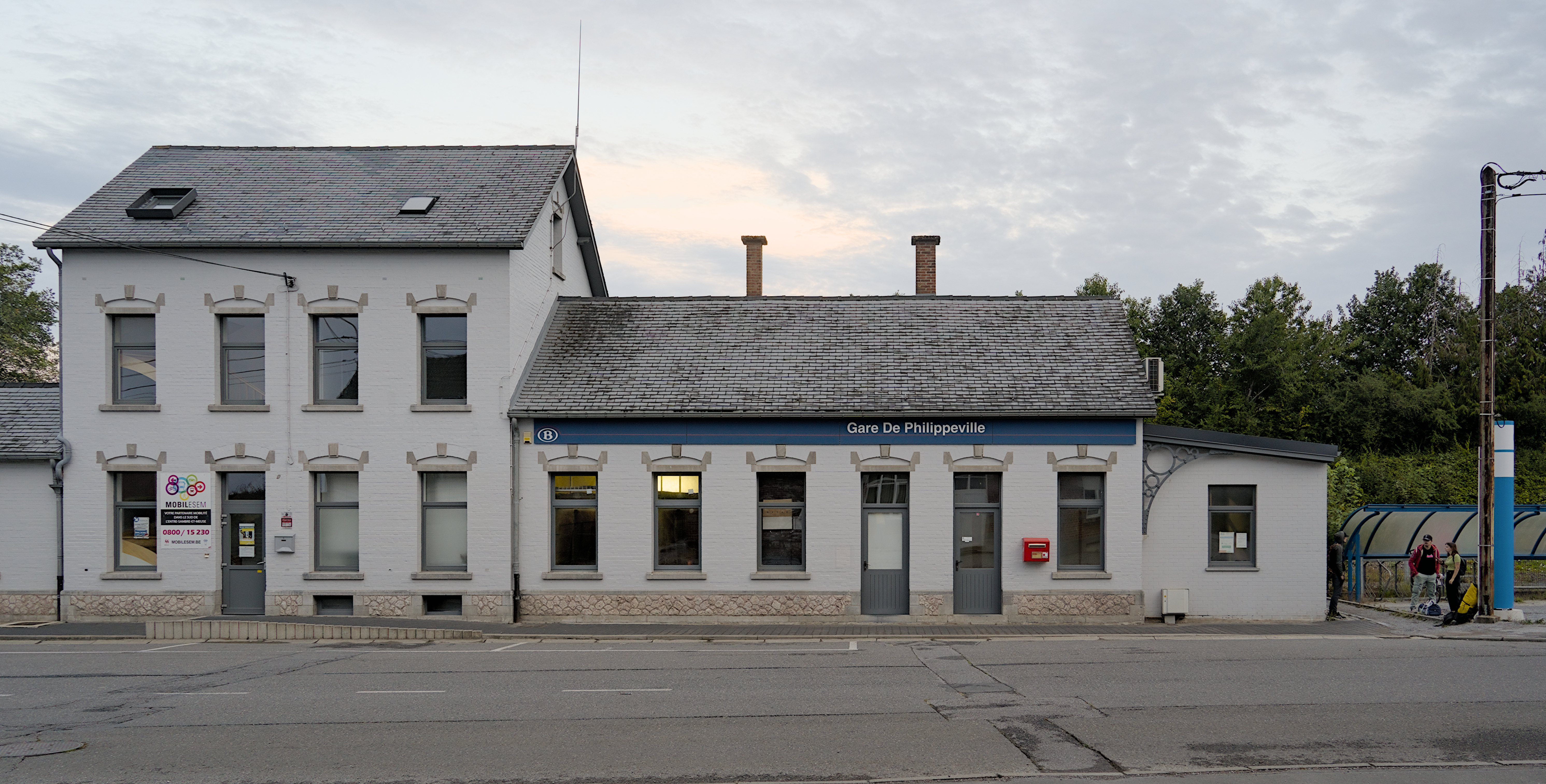
La gare de Philippeville.

À cause de la concurrence de la route, les trains de voyageurs entre Florennes, Philippeville et Senzeilles sont supprimés le 17 octobre 1954 ; un trafic occasionnel de marchandises persiste depuis Senzeilles tandis que la ligne vers Florennes ne voit plus passer le moindre trafic. De nombreuses lignes de la région connurent le même sort entre les années 1950 et 1970.
Le chemin de fer à Philippeville doit son salut à la construction du barrage de l'Eau d'Heure, dont le lac inondera la vallée par laquelle passe la ligne principale de Charleroi à Mariembourg. Après avoir songé à fermer tout simplement la ligne au-delà de Walcourt[réf. nécessaire], la SNCB fit le choix créer une ligne nouvelle s'appuyant sur les lignes secondaires partant de Walcourt et la ligne passant par Philippeville. Au terme d'importants travaux, le nouvel itinéraire est mis en service le 31 août 1970,. La gare de Philippeville est non seulement rouverte mais elle se trouve désormais sur l'itinéraire principal, à trois quarts d'heure de Charleroi.
Le réseau routier doit être également amélioré[Quand ?] :
- la route nationale 5 est massivement transformée pour être proche des normes des autoroutes, la portion passant par Philippeville fait partie de la route européenne 420 (travaux terminés en 2018)
- la route nationale 40 bénéficie d'un contournement immédiat de l’agglomération, équipé des mêmes infrastructures sur quelques kilomètres.
- un échangeur entre la N 5 et la N 40 est également réalisé .

### Principaux jalons de l'histoire de Philippeville[19]
- 1546 : Fondation de Mariembourg par les Espagnols.
- 1554 : Prise de cette ville par les Français. Henri II, roi de France, ravage l’Entre-Sambre-et-Meuse. Il est urgent d’ériger une nouvelle place forte pour contrer l’ennemi français, ce sera Philippeville.
- 1555 : Écherennes, village où sera édifiée la nouvelle place forte, est incendié par les Français.
  - 1er octobre : fondation de la ville, rattachée de fait au comté de Namur.
- 1556 : Le colonel, Lazare de Schwendi, 1er gouverneur, établit une garnison de 2 500 hommes (17 janvier).
- 1556 : Construction de l'église (qui sera dédiée à saint Philippe).
- 1578 : La ville, passée aux États Généraux, est assiégée par Octavio Gonzague, général de cavalerie et lieutenant de don Juan (21 mai).
- 1579 : Un régiment wallon de 200 hommes, commandés par le capitaine Anceau, bailli de Senzeilles, remplace les soldats espagnols.
- 1616 : La paroisse d'Écherennes et Vodecée est transférée dans la place forte.
- 1620 : Des coutumes sont accordées à la ville.
- 1626 : Fondation du couvent des Récollectines.
- 1660 : La ville devient française par le traité des Pyrénées (1659). Vauban la fortifiera.
- 1661 : Philippeville dépend du bailliage d'Avesnes.
- 1678 : La ville dépend du Conseil souverain de Tournai.
- 1680 : Visite de Louis XIV (15 août).
- 1704 : La ville dépend du siège présidial puis du Conseil provincial de Valenciennes.
- 1721 : La ville dépend du Parlement (ou tribunal) de Douai.
- 1790 : La ville est versée dans le département des Ardennes.
- 1794 : La ville porte le nom révolutionnaire de Vedette-Républicaine.
- 1801 : Chef-lieu de canton.
- 1815 : Chef-lieu d'arrondissement administratif. Passage de Napoléon Bonaparte, vaincu la veille à Waterloo. La ville est définitivement perdue par la France (traité de Paris du 20 novembre 1815).
- 1830 : Soulèvement contre la garnison hollandaise.
- 1853 : Démolition des fortifications (jusqu'en 1856).
- 1854 : Première gare de Philippeville.
- 1878 : Inauguration de la statue de la reine Louise-Marie, œuvre de Joseph Jaquet.
- 1970 : La gare de Philippeville rouvre et est désormais située sur l'itinéraire principal reliant Charleroi à Mariembourg (puis Couvin).
- 1975 : Visite du Roi Baudouin et de la Reine Fabiola (16 octobre).
- 1977 : Fusion des communes : l’entité compte 17 sections ou anciennes communes[20].
- 2000 — Visite du Prince Philippe et de la Princesse Mathilde.

## Héraldique
|  | La ville possède des armoiries qui lui ont été octroyées le 13 mars 1822 et confirmée le 28 août 1979. Les armoiries ont probablement été accordées en 1554 lorsque la ville a été fondée par l'empereur Charles Quint. Il a donné à la ville le nom de son fils, le futur Roi Philippe II d'Espagne. Les armoiries montrent donc quatre lettres P et la croix de Bourgogne comme indication de l'histoire de la dynastie. La croix de Bourgogne, formée de deux bâtons écotés placés en sautoir, était l'attribut de la maison de Bourgogne et le signe de ralliement de ses partisans. Pendant plusieurs siècles, elle a continué de figurer dans l'héraldique belge, sur les monnaies, les sceaux, les monuments officiels aussi bien que sur les étendards des corporations. Blasonnement : d'azur chargé d'une croix de Bourgogne cantonnée de quatre lettres P d'argent couronnées de même, l'écu sommé d'une couronne d'or. Source du blasonnement : Heraldy of the World. |

## Politique et administration

### Conseil et collège communal 2024-2030
| Collège communal   |                           |               |
| ------------------ | ------------------------- | ------------- |
| Bourgmestre        | Jérémy De Martin          | Agir Ensemble |
| 1er Échevin        | Joselito-Tito Bailen-Cobo | Agir Ensemble |
| 2e Échevin         | Charles Drouet            | Agir Ensemble |
| 3e Échevine        | Hélène Bonniver           | Agir Ensemble |
| 4e Échevin         | Eric Baudoin              | Phil'Citoyens |
| Présidente du CPAS | Martine Warnon-Dechamps   | Agir Ensemble |

### Jumelages
- Saulieu (France)

## Patrimoine et culture

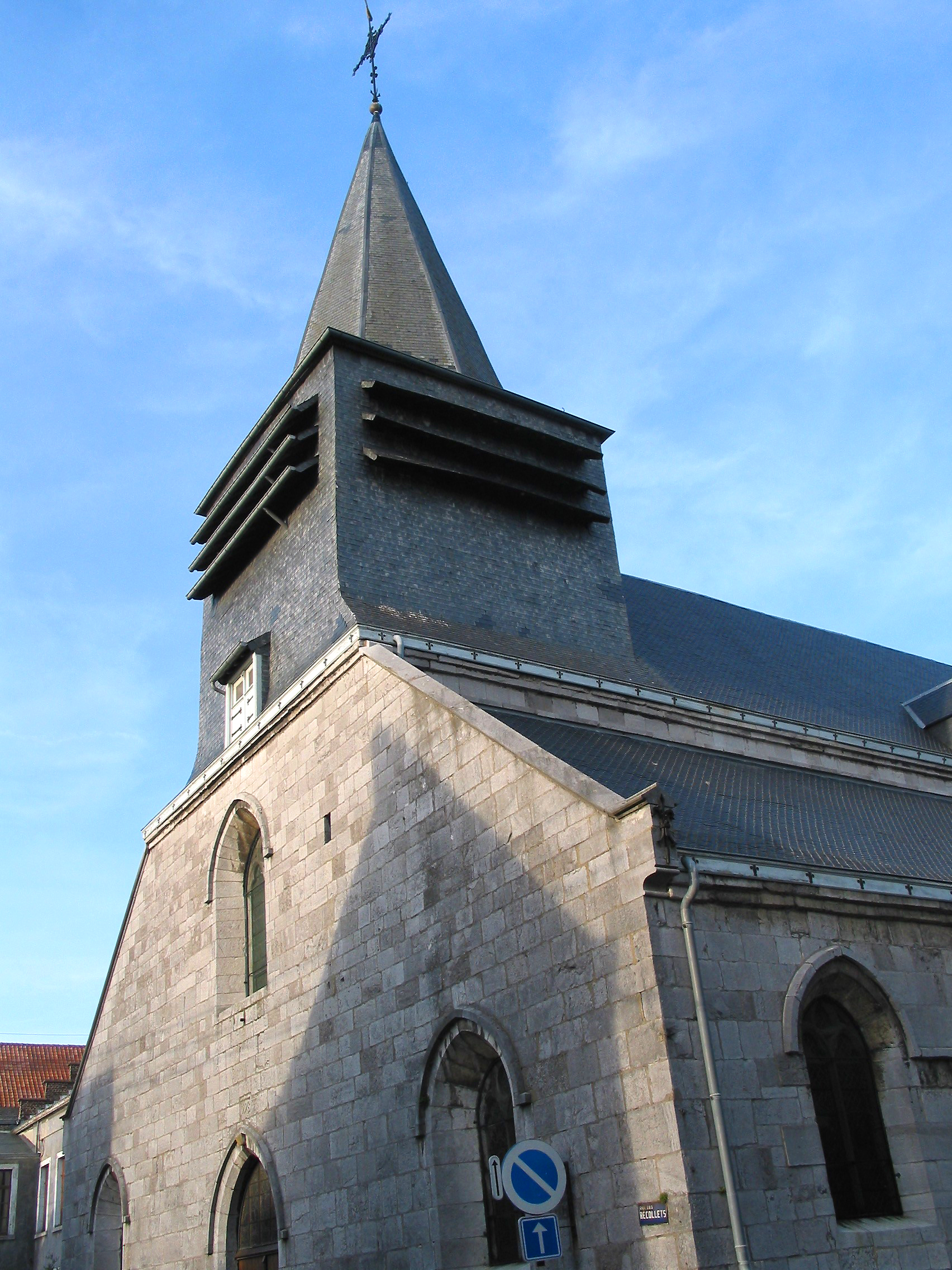
L’église Saint-Philippe.

### Patrimoine architectural
- Eglise Saint-Philippe. Eglise de style gothique construite en 1556 et transformée en 1906 par l'architecte Lange : construction d'une nouvelle sacristie et suppression des aménagements intérieurs en style classique de 1720 et 1761 dû à l'architecte Chermanne[23].
- Sur la place d'Armes se trouve le puits construit à l'emplacement de l'ancien démoli en 1878 et de la statue de la reine Louis-Marie.
- La statue de la reine Louise-Marie, qui se trouve à la rue de Namur, qui était initialement sur la place d'Armes.
- Justice de Paix, place d'Armes. Edifice bâtie en 1878 en style néo-classique[24].
- La partie conservée de l'ancienne maison du gouverneur, place d'Armes. Amputée en 1877 des trois travées de droite et de deux à gauche, construction à deux niveaux qui témoigne d'une origine du XVIIe siècle[24].
- Ancienne hall, place d'Armes. Occupant l'angle des rues de France et de la Balance, édifice de style classique datant du dernier quart du XVIIIe siècle[25].
- Ancien arsenal, rue de l'Arsenal. Un parc clôturé occupe le site de l'ancien arsenal détruit, qui se développait en plusieurs ailes[25].La Justice de Paix (1878).

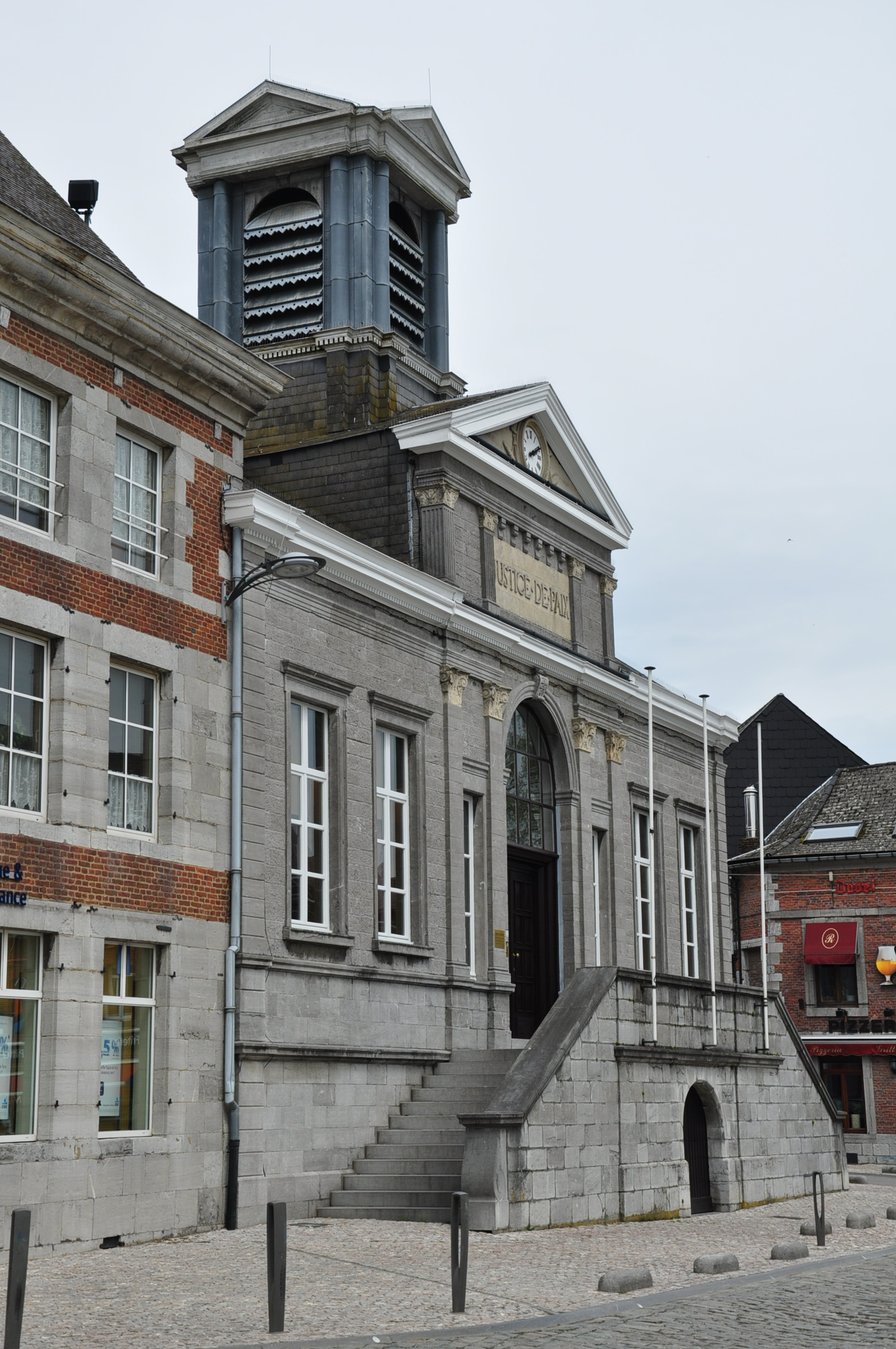
La Justice de Paix (1878).

- Ancienne brasserie, rue des Brasseurs. Bâtiment de la fin du XVIIe siècle probablement d'un ancien logis située à l'angle de la rue des Religieuses[26].
- Ancienne caserne d'infanterie, rue des Casernes. Construite probablement au XVIIe siècle a été altéré aux XIXe et XXe siècles[26].
- Anciennes casernes d'infanterie. Situées à proximité immédiate de l'emplacement de la caserne de cavalerie et des écuries aujourd'hui disparues. Construction en L de la 2e moitié du XVIIe siècle ponctuées par trois gros bâtiments carrés[26].
- Chapelle Notre-Dame des Remparts, boulevard de l'Enseignement. Située à l'époque dans le bastion est des remparts, chapelle construite au XVIIe siècle et aménagée par l'architecte Lohest de Liège en 1922[27].
- Ferme de Beauregard, le long de la route Beaumont-Philippeville. Ensemble semi-clôturé principalement des XIXe et XXe siècles dont le logis et étable sont de la 1re moitié du XVIIIe siècle[28].
- Ferme de Vachefontaine, rue de France. Isolée à l'ouest de la ville, ensemble semi-clôturé datant des XIXe et XXe siècles mais qui conserve le logis primitivement bas à double corps de la 2e moitié du XVIIIe siècle. Ancienne dépendance de la seigneurie de Neuville, érigé peu après 1740 et louée à François Demanet, maïeur de Saint-Aubin aux mains de l'abbaye Saint-Jean de Florennes[29].
- Ancien hôpital militaire, rue de l'Hôpital. Construction en L datant de la 2e moitié du XVIIe siècle[29].
- Ancien magasin de fourrage, rue de la Reine. Datant de la 2e moitié du XVIIIe siècle et aménagé vers la rue pour l'habitation au XXe siècle[30].
- Ancienne caserne, rue de la Reine. Datée de 1785 sous la corniche[30].
- Ancien couvent des Récollets, actuellement école Notre-Dame, rue des Religieuses. Fondé en 1626 par les religieuses détaché de Limbourg. De l'ensemble des bâtiments ne subside que l'aile ouest et une partie de l'aile sud[31].

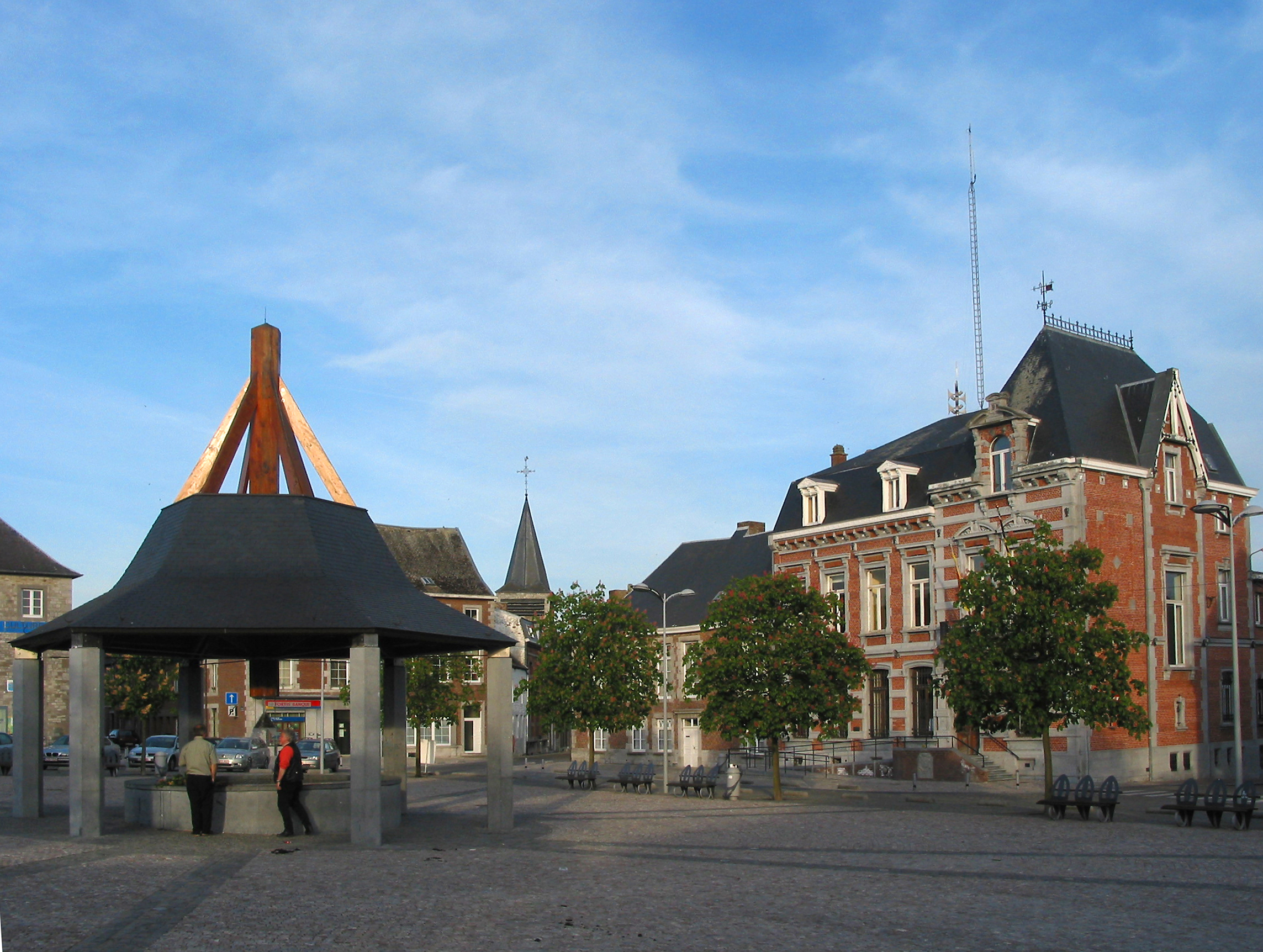
La place d'Armes et le puits.
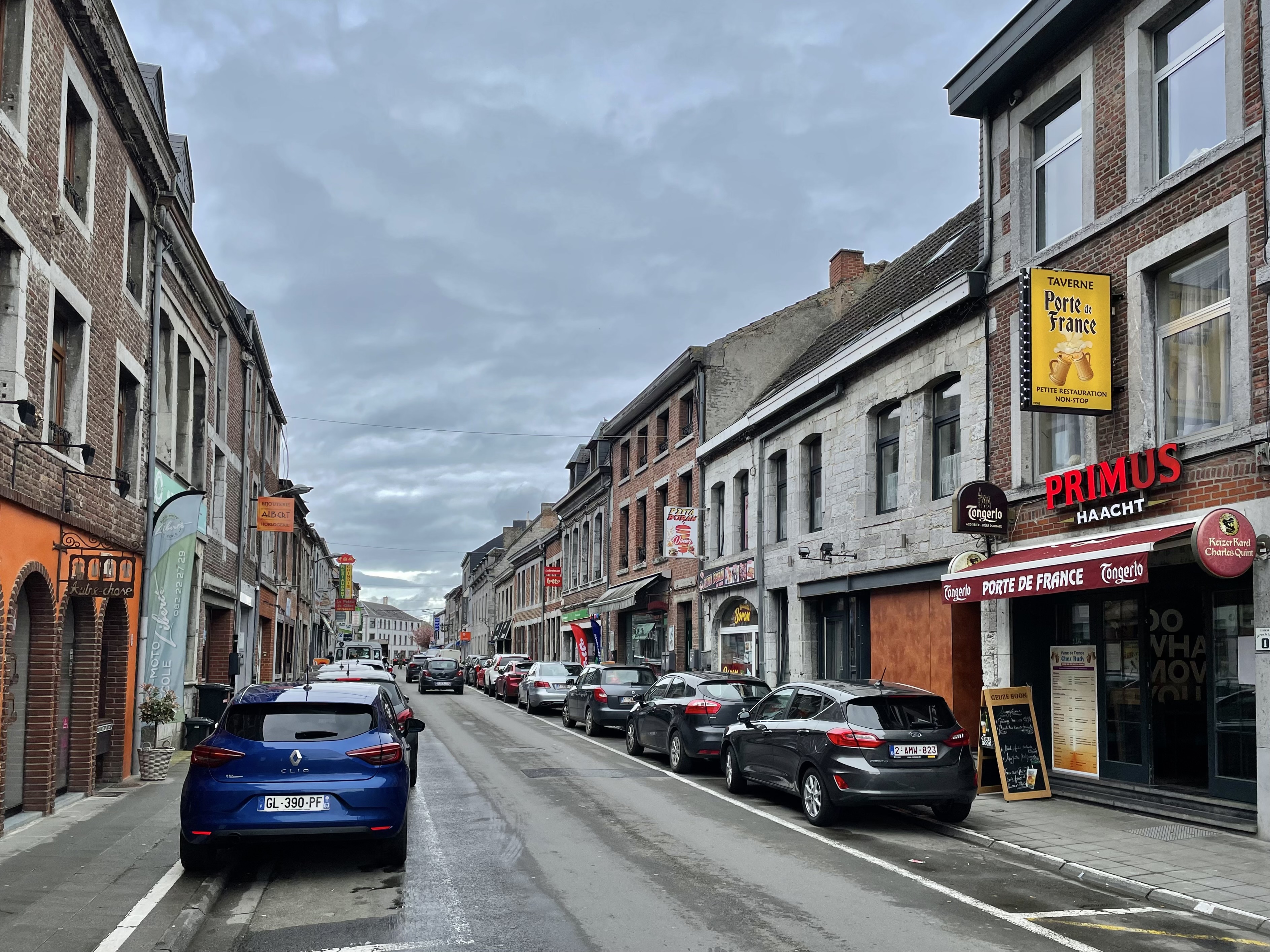
Rue de France.
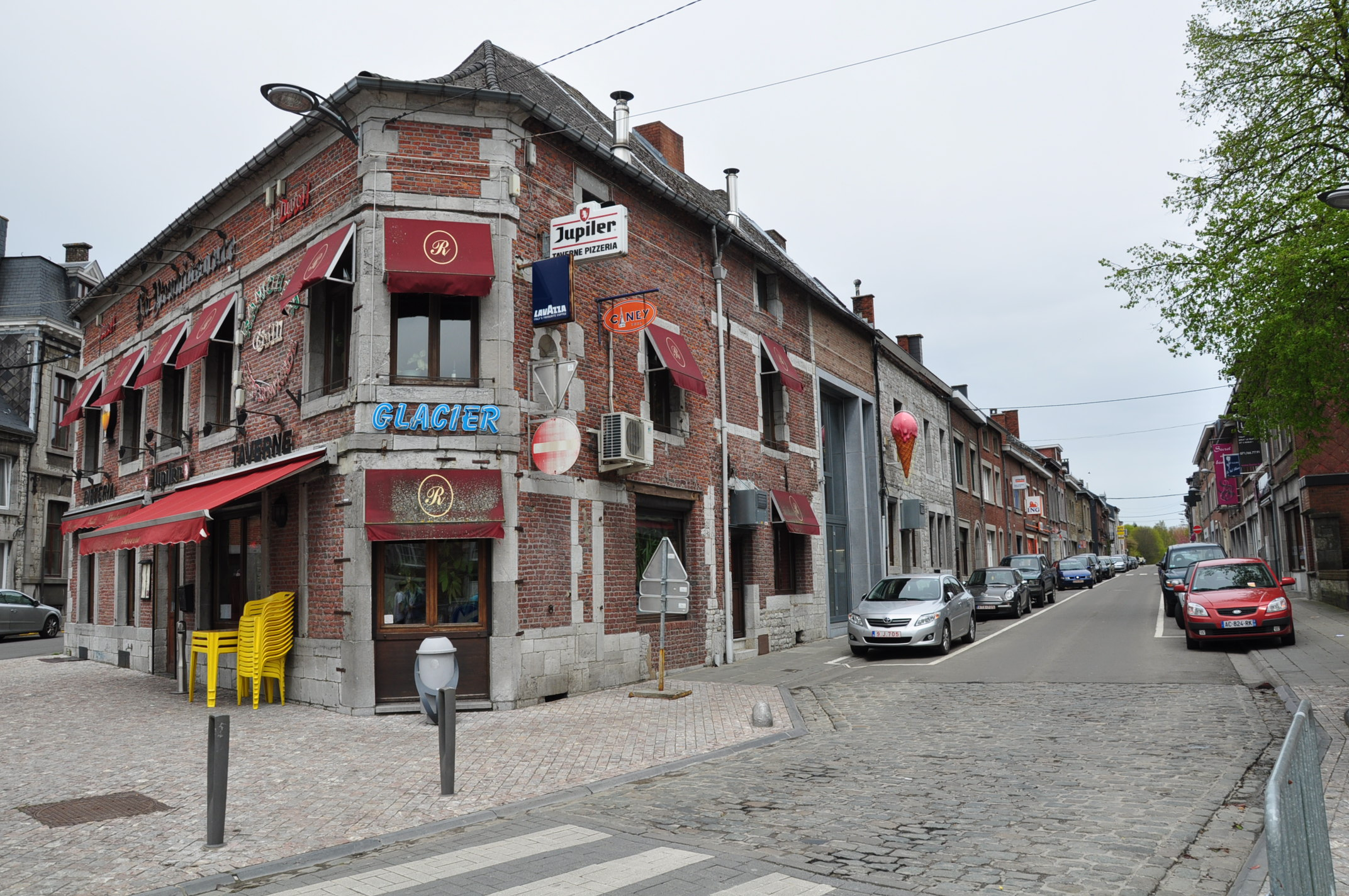
Rue de Namur depuis la place d'Armes.
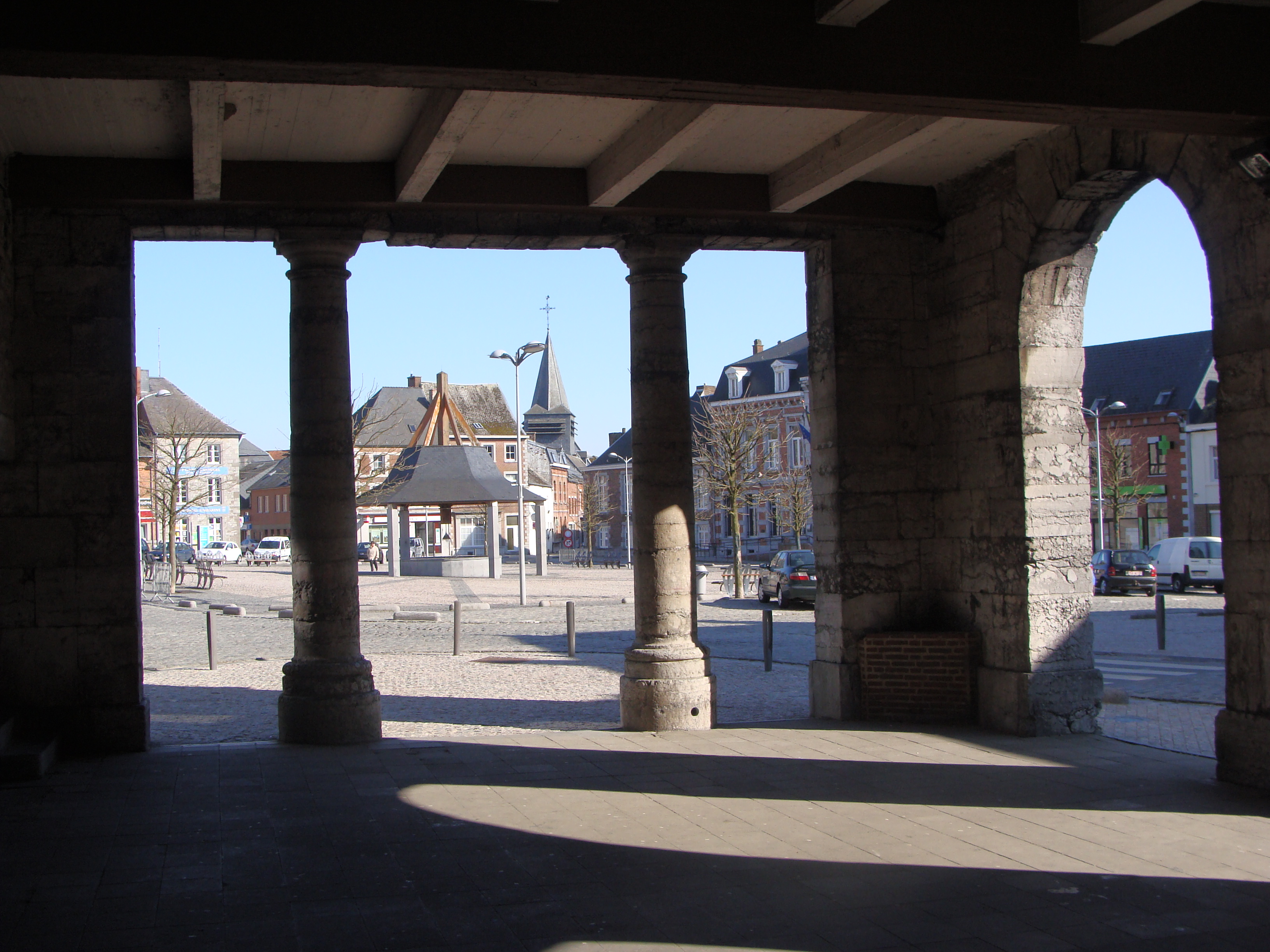
La place d'armes vue depuis l'ancienne hall.
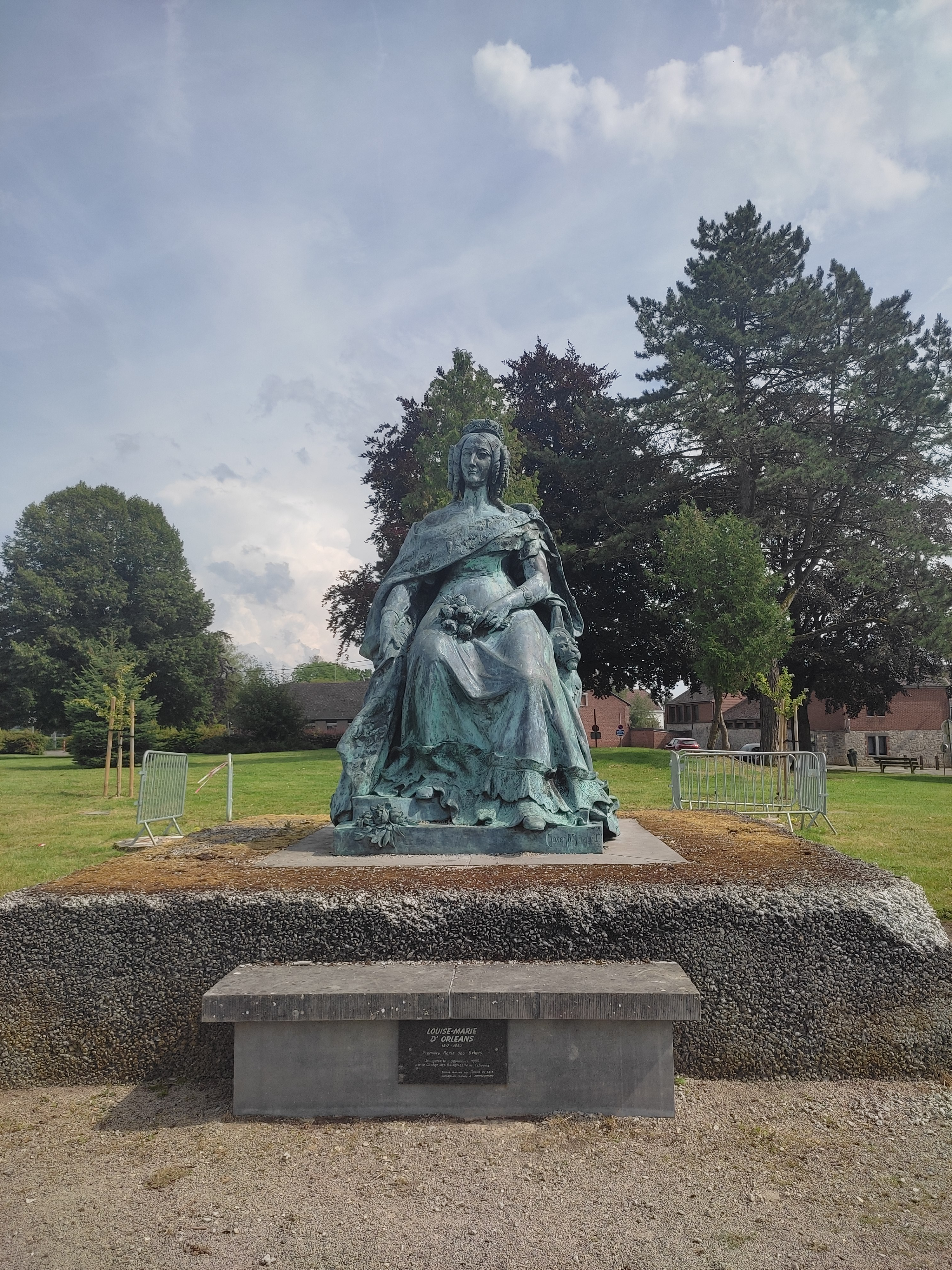
La statue de la reine Louise-Marie.
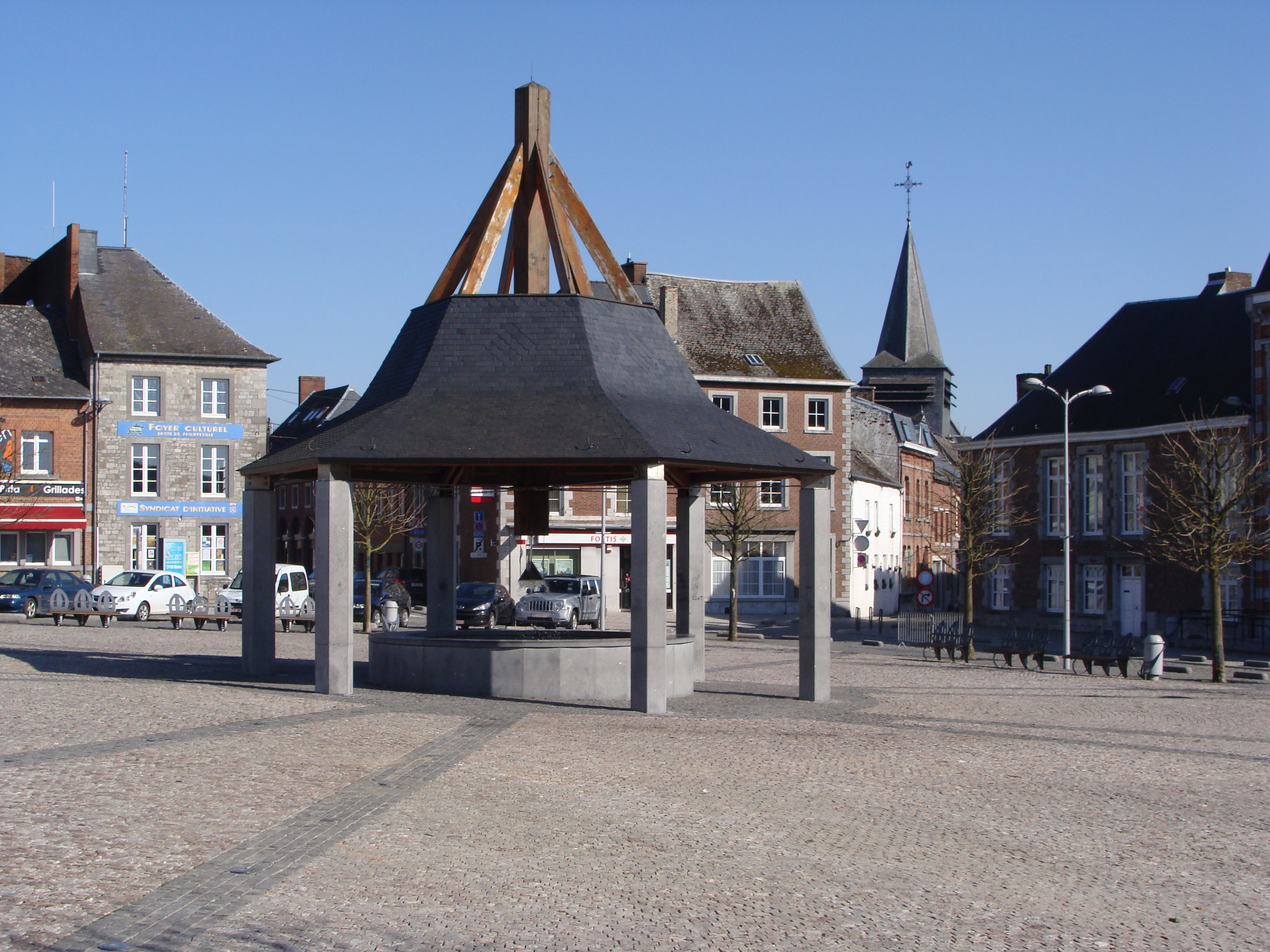
Le puits.

## Économie

### Spécialité
Philippeville était jadis réputée pour ses exploitations de marbre rouge.

## Personnalités liées à la commune
De nombreux gouverneurs, chefs de guerre et autres personnages ont vécu à Philippeville.
- Jean-Baptiste de Madaillan : gouverneur de Philippeville (de 1670 environ à 1688). D’abord lieutenant de roi en 1661. Originaire de la région de Bergerac. Son traitement comme gouverneur était de 12 000 livres (d’après la quittance de ses gages en 1684). Il fait son testament le 8 novembre 1693 et meurt peu après. Sa veuve reçoit une pension du roi. Il présente au Roy trois livres en manuscrit qui sont : Le portrait du gouverneur politique, La tranchée françoise, Le fantassin réformé. On[Qui ?] a retrouvé de lui un quatrième essai : La nouvelle défense des places. Un exemplaire de ces ouvrages est offert respectivement à Turenne et à Michel Le Tellier.

On[Qui ?] a conservé de lui, alors qu’il était gouverneur de Philippeville, 71 lettres et bulletins adressés à Condé pendant les campagnes de 1673-1674. La première date du 21 août 1673 et la dernière du 10 octobre 1674. En effet, un des premiers devoirs des gouverneurs était de renseigner le ministre de la guerre ou un de ses commettants sur les mouvements de l’ennemi, en envoyant des espions qui suivaient les armées ennemies.
- Jean Anceau († 1606), bailli de Senzeilles et dont la pierre tombale subsiste dans l’église de Philippeville ; capitaine d’une compagnie de 200 soldats, qui a remplacé les soldats espagnols en 1579[33].
- Jean-Baptiste Bouillot (Philippeville 1758 - Saint-Germain-en-Laye 1833) : Il fait ses humanités au collège des Jésuites de Dinant où il entre en octobre 1771 et loge chez l’habitant, comme c’en était l’usage. Ordonné prêtre à Liège le 22 septembre 1781. Il devient vicaire épiscopal de l’archevêque constitutionnel de Paris Gobel avec qui, il dépose le 8 novembre 1793 ses lettres de prêtrise devant l’Assemblée nationale. Il est employé en Mayenne par l’administration, et se marie après 1793. Sa femme, dont on ignore le nom, meurt peu avant la fin de floréal an IX (mai 1801). On le retrouve vers 1802 comme secrétaire à Paris de Mgr Hirn, évêque de Tournai. En 1811, il redevient curé aux Mureaux (diocèse de Versailles) puis aumônier de la Maison d’éducation de la Légion d‘honneur aux Loges, dans la forêt de Saint-Germain-en-Laye. Sa vie mouvementée se termine comme curé de Mesnil-Carrières (actuellement Carrières-sous-Bois à Mesnil-le-Roi). Il meurt le 30 août 1833 à Saint-Germain-en-Laye. En 1830, il fait paraître sa Biographie ardennaise, un ouvrage en deux volumes qui fait sa réputation[34].
- Pierre-Guillaume Seron (Philippeville 28 juin 1772 - Bruxelles 23 décembre 1840) : parti à Paris à 19 ans où il devient secrétaire de correspondance au ministère de la Justice (où il aurait été remarqué par Danton). Il fut jacobin et le resta toute sa vie. Administrateur du département de Sambre-et-Meuse, membre du Conseil d’arrondissement de Rocroy, maire de Cerfontaine (le précédent ayant été limogé pour avoir fait disparaître en 1798 les listes de naissance de 1778 pour empêcher l’incorporation des jeunes gens), percepteur des contributions pour le district de Senzeilles, receveur du bureau de Bienfaisance de Philippeville, juge de paix suppléant du canton de Philippeville, membre du Conseil communal puis du Collège échevinal, puis, à l’indépendance du pays, bourgmestre de sa ville natale, membre des États provinciaux de Namur, agent de la Société générale pour l’encouragement de l’industrie et du commerce, député de Philippeville au Congrès national puis à la Chambre.

Francophile convaincu, il appuie à la Chambre le 29 décembre 1832 une demande de Gendebien : « Que le Lion de Waterloo tombe et disparaisse ! Que les armées françaises accourant à votre secours, à la défense de vos foyers, ne rencontrent plus sur leur passage ce signe qui ne peut rappeler que d'odieux souvenirs ». Ses discours ont été publiés en 1886 et réédités depuis.
À la même époque, il combat un sport régional qui avait pris naissance à Cerfontaine à l’époque française : les mariages anglais c'est-à-dire fictifs, ceux de futurs conscrits avec des vieilles femmes à qui l’on attribuait une somme d’argent. Les « mariés » ne cohabitaient pas mais « l’époux » échappait au service militaire.
- Albert Alexandre Gilliard, né à Philippeville le 5 février 1899 et mort le 24 février 1956 à Goma (Congo belge), a été Directeur général de l'Institut géographique militaire et Administrateur-conservateur des Parcs nationaux du Congo belge[37].
- François Michel Brayer (1788-1848), militaire né à Philippeville.